# Kotai + Mo
Kotai + Mo ist eine deutsche Technoformation, bestehend aus Klaus Kotai und Gabriele „Mo“ Loschelder.

## Geschichte
Klaus Kotai zog 1994 von München nach Berlin, wo er mit Gabriele „Mo“ Loschelder und dem Schweizer Videokünstler Daniel Pflumm das Plattenlabel Elektro Music Department (EMD) gründete. Auf diesem veröffentlichten Kotai und Loschelder ab 1995 zwei Alben, vier 12"s und ein VHS-Video („New York City Loops“).
Als bislang letzte Veröffentlichung erschien im Jahr 2000 die Single Black Acid.

## Diskografie
Alben
- 1997: NYC.LOOPS (Elektro Music Department)
- 1999: Elektro Music Department (Elektro Music Department)

Singles & EPs
- 1995: Socializer / Tranquilizer (Elektro Music Department)
- 1995: Esso (Elektro Music Department)
- 1996: Silencer (Elektro Music Department)
- 2000: Black Acid (Elektro Music Department)